# Станиславовка (Виньковецкий район)
Станиславовка (укр. Станіславівка) — село в Виньковецком районе Хмельницкой области Украины.
Население по переписи 2001 года составляло 693 человека. Почтовый индекс — 32514. Телефонный код — 3846. Занимает площадь 2,5 км². Код КОАТУУ — 6820683503.
В селе родился Герой Советского Союза Павел Писаренко.

## Местный совет
32514, Хмельницкая обл., Виньковецкий р-н, с. Зиньков